# Diostrombus albihumeralis
Diostrombus albihumeralis är en insektsart som beskrevs av Van Stalle 1988. Diostrombus albihumeralis ingår i släktet Diostrombus och familjen Derbidae. Inga underarter finns listade i Catalogue of Life.